# Petrus Tunander
Petrus Tunander, död före 15 augusti 1706 i Växjö domkapitel, var en svensk formsnidare. 
Han var son till kollegan vid Visingsö skola och organist Laurentius Simonis Neuver och Ingrid Svensdotter. Tunander skrevs in vid Braheskolan på Visingsö 1666 och blev student vid Uppsala universitet 1681 och disputerade där 1689. Han anställdes som formskärare vid Antikvitetskollegium 1685 och följde med Johan Hadorph på dennes antikvariska resor. Under resorna tecknade han av olika kyrkor och kyrkovapen. 